# Barbara Sudnik-Wójcikowska
Barbara Sudnik-Wójcikowska (ur. 22 września 1952 w Warszawie) – polska botaniczka, ekolożka i geografka roślin.
Od 1976 pracuje na Wydziale Biologii Uniwersytetu Warszawskiego, gdzie uzyskała stopień doktora w 1984, a doktora habilitowanego w 1999 (nauki biologiczne, biologia, florystyka). Od 2002 zatrudniona na stanowisku profesora nadzwyczajnego w Zakładzie Ekologii Roślin i Ochrony Środowiska UW.

## Aktywność naukowa
Autorka lub współautorka kilkudziesięciu publikacji naukowych z zakresu synantropizacji szaty roślinnej miast Europy Środkowej, ze szczególnym uwzględnieniem Warszawy, oraz opracowań z zakresu chorologii, biologii i ekologii gatunków inwazyjnych (iwa rzepieniolistna, oliwnik wąskolistny). Prowadzi badania z zakresu fitogeografii w strefie lasostepu i stepów południa Ukrainy. Obiektem jej zainteresowań jest flora licznych tam kurhanów oraz ich rola w procesie restytucji stepów.
Jest też autorką szeregu prac popularnonaukowych, współautorką programu komputerowego służącego do identyfikacji roślin „Flora ojczysta” oraz 3 tomów z serii Flora Polski.
Uczestniczka wypraw przyrodniczych do krajów basenu Morza Śródziemnego, na Ukrainę, do Rosji, Uzbekistanu, Kazachstanu, Chin, Mongolii, Meksyku, USA i Australii.

## Członkostwo
- Polskie Towarzystwo Botaniczne – od 1976, m.in. jako zastępczyni sekretarza[3]
- Eurasian Dry Grassland Group
- Stołeczny Komitet Ochrony Przyrody przy Prezydencie m. st. Warszawy (1985–89)[3]
- Wojewódzka Komisja Ochrony Przyrody (1992–1999)[3]

## Nagrody i odznaczenia
- Nagroda Ministra Edukacji Narodowej
- Medal im. Prof. Bolesława Hryniewieckiego (za działania na rzecz rozwoju i upowszechniania wiedzy botanicznej)[6]
- 2001: Medal im. Profesora Zygmunta Czubińskiego[7]

## Wybrane publikacje
- Sudnik-Wójcikowska B. 1987; 1998. Flora miasta Warszawy i jej przemiany w ciągu XIX i XX wieku. Część 1; Część 2. Dokumentacja; Część 3. Dokumentacja (1987–1997). Wydawnictwa Uniwersytetu Warszawskiego, Warszawa, ss. 242+436+40.
- Sudnik-Wójcikowska B. 1998. Czasowe i przestrzenne aspekty procesu synantropizacji flory na przykładzie wybranych miast Europy Środkowej. Wydawnictwa Uniwersytetu Warszawskiego, Warszawa, ss. 167.
- Galera H., Sudnik-Wójcikowska B. 2000. The flora of the highest building in Poland (the Palace of Culture and Science in Warsaw). Acta Soc. Bot. Pol. 69.1: 41–54.
- Moraczewski I.R., Sudnik-Wójcikowska B. 2007. Polish urban flora: conclusions drawn from "Distribution Atlas of Vascular Plants in Poland". Ann. Bot. Fennici 44: 170–180.
- Sudnik-Wójcikowska B., Moysiyenko I.I., Slim P.A., Moraczewski I.R. 2009. Impact of the invasive species Elaeagnus angustifolia L. on vegetation in Pontic desert steppe zone (southern Ukraine). Pol. J. Ecol. 57.2: 269–281.
- Moysiyenko I.I., Sudnik-Wójcikowska B. 2010. Kurgans in Ukraine as a refuge of steppe flora. Bulletin European Dry Grassland Group, IAVS 6: 6–10.
- Sudnik-Wójcikowska B.,  Moysiyenko I.I. 2011. Anthropogenic elements of the Ukrainian landscape and the problem of local steppe restoration. Annales UMCS, Sectio C, 66.1: 85–103. [Versita 10.2478/v10067-011-0021-5]
- Sudnik-Wójcikowska B., Moysiyenko I.I. (eds), z udziałem I. Dembicz, H. Galery, A. Rowińskiej, M. Zachwatowicz. 2012. Kurhany na „Dzikich Polach” – dziedzictwo kultury i ostoja ukraińskiego stepu. [Kurgans in the ‘Wild Field’ – a cultural heritage and refugium of the Ukrainian steppe]. Wydawnictwa Uniwersytetu Warszawskiego, Warszawa, pp. 194 + CD.
- Podbielkowski Z., Sudnik-Wójcikowska B. 2003. Rośliny mięsożerne zwane owadożernymi. Multico Oficyna Wydawnicza, Warszawa, ss. 132.
- Moraczewski I., Sudnik-Wójcikowska B., Dubielecka B., Rutkowski R., Nowak K., Borkowski W., Galera H. 2004. Flora ojczysta. System identyfikacji roślin i atlas [CD-ROM]. Wyd. Cortex Nova, Bydgoszcz.
- Sudnik-Wójcikowska B., Werblan-Jakubiec H. (red.). 2004. Gatunki roślin. Poradniki ochrony siedlisk i gatunków Natura 2000 – podręcznik metodyczny. Wydawnictwo Ministerstwa Środowiska, Warszawa, ss. 214.
- Sudnik-Wójcikowska B. 2010. Flora Polski. Rośliny synantropijne. Multico Oficyna Wydawnicza, Warszawa.
- Sudnik-Wójcikowska B., Krzyk A. 2015. Flora Polski. Rośliny wydm, solnisk, klifów i aluwiów. Multico Oficyna Wydawnicza, Warszawa.